# 原田亜弥子
原田 亜弥子（はらだ あやこ、1981年1月23日 - ）は静岡放送（SBS）の社員。元アナウンサー。

## 略歴
- 東京都世田谷区に生まれる。昭和女子大学附属昭和小学校、昭和女子大学附属昭和中学校・高等学校、昭和女子大学卒業。
- 2003年、静岡放送（SBS）に「契約アナウンサー」として入社。同期の「契約アナウンサー」としては、他に牧野克彦と中澤志月がいる（中澤は既に退社）。当初は2年間契約とのことであったが、2021年時点で（牧野と共に）SBSに在籍していた。
- 2011年に結婚。
- 2015年元日に放送された『森田さんのニッポンの初日の出2015』において、原田の代わりに出演した同僚の小嶋健太から、今年出産予定であることが明かされた。
- 2015年3月30日 - 第一子を出産。
- 2016年2月29日 - 仕事復帰。
- 2017年11月7日 - 自身が企画・取材・ナレーションも担当したラジオ番組『SBSラジオギャラリー 幸せのカタチ～本当の親子 本物の親子～』が、民放連主催の第13回日本放送文化大賞のラジオ番組部門準グランプリを受賞した[1]。
- 2021年3月11日 - 総務局付に異動[2]。

## 人物
お酒を飲むのが好きで、プライベートでもお酒の話が取り上げられることがある。
壇蜜とは小学校からの同級生で、社会人になってからも交流がある。壇蜜の結婚のことをラジオニュースで読んだ。

## 過去の担当番組
テレビ放送
- 森田の新春天気!!シリーズ（TBS制作、2008年1月1日 - 2014年1月1日）
- 静岡発そこ知り
- Soleいいね!（2003年10月 - 2015年2月、2016年4月 - 2021年3月）
- 静岡新聞ニュース

ラジオ放送
- 歌のない歌謡曲
- KoJiのマイ・ジュークボックス（2006年4月 - 2009年9月）
- GOGOワイド くんちゃんのらぶらじ（2010年4月9日 - 2013年3月29日）
- GOGOワイド 勝山康晴のらぶらじ（2013年4月5日 - 2015年2月13日）
- 愉快!痛快!阿藤快（2010年6月 - 2015年1月）
- 満開ラジオ樹根爛漫（2016年4月 - 2021年2月）
- 静岡新聞ニュース

## その他
- 静岡県庁広報紙（2008年年頭号）